# Dedicata a te
Dedicata a te è una canzone della cantante italiana Mariangela, pubblicata dall'etichetta Universo l'11 febbraio 2005.
Il brano, di genere molto simile al rap, è una dedica a un ragazzo da parte della cantante, che si chiede come mai abbia potuto innamorarsi di lui, e che nel testo lo apostrofa con una serie di insulti. I ricordi e le riflessioni della cantante hanno un valore liberatorio:
quello che io penso veramente

Mi sento più leggera, liberata

perché non sono più innamorata

Come avrò mai fatto ad innamorarmi

di uno stronzo, un bastardo

un figlio di puttana, un bugiardo»
Il singolo ha raggiunto la posizione numero 38 della classifica dei singoli italiana.

## Tracce
1. Dedicata a te

## Classifiche
| Classifica          | Posizione |
| ------------------- | --------- |
| Classifica italiana | 23        |